# Taekwondo en los Juegos Panafricanos de 2019
El torneo de taekwondo en los Juegos Panafricanos de 2019 se realizó Rabat (Marruecos) entre el 21 y el 23 de agosto. En total se disputaron en este deporte dieciséis pruebas diferentes, ocho masculinas y ocho femeninas.

## Resultados

### Masculino
| Evento | Oro                                 | Plata                        | Bronce                                                       |
| ------ | ----------------------------------- | ---------------------------- | ------------------------------------------------------------ |
| –54 kg | Mohamed Jalil Yendubi Túnez         | Moaz Azat · Egipto           | Solomon Demse Etiopía Moustapha Kama Senegal                 |
| –58 kg | Omar Lakehal Marruecos              | Issa Diakité Costa de Marfil | Casimir Betel Chad Hedi Nefati Túnez                         |
| –63 kg | Tariku Girma Etiopía                | Yasin Jezami Túnez           | Christ Seri Costa de Marfil Abdelbaset Wasfi Marruecos       |
| –68 kg | Ismael Yacouba Níger                | Abdelrahman Abow · Egipto    | Aaron Kobenan Costa de Marfil Faisal Saidi Marruecos         |
| –74 kg | Firas Katusi Túnez                  | Seif Isa · Egipto            | Sofian Elasbi Marruecos Seydou Fofana Mali                   |
| –80 kg | Cheick Sallah Cissé Costa de Marfil | Achraf Mahbubi Marruecos     | Faysal Sawadogo Burkina Faso Ababacar Sadikh Soumare Senegal |
| –87 kg | Seydou Gbane Costa de Marfil        | Salaheldin Jairi · Egipto    | Moustapha Fall Senegal Sunday Onofe Nigeria                  |
| +87 kg | Abdoulrazak Issoufou Níger          | Abdelrahman Darwish · Egipto | Benjamin Okuomose Nigeria Anthony Obame Gabón                |

### Femenino
| Evento | Oro                                      | Plata                                     | Bronce                                                                 |
| ------ | ---------------------------------------- | ----------------------------------------- | ---------------------------------------------------------------------- |
| –46 kg | Sukaina Sahib Marruecos                  | Michelle Tau Lesoto                       | Karabo Kula Botsuana Flore Mbubu R. D. del Congo                       |
| –49 kg | Bouma Ferimata Coulibaly Costa de Marfil | Nur Abdelsalam · Egipto                   | Rabab Uhadi Marruecos Ikram Dahri Túnez                                |
| –53 kg | Chinazum Nwosu Nigeria                   | Umaima El-Buchti Marruecos                | Tsebaot Fikadu Etiopía Coumba Ndoye Senegal                            |
| –57 kg | Nada Laaraj Marruecos                    | Radwa Reda · Egipto                       | Banassa Diomandé Costa de Marfil Tekiath Ben Yessouf Níger             |
| –62 kg | Safia Salih Marruecos                    | Rewan Refaei · Egipto                     | Koumba Ibo Costa de Marfil Vivian Ndu Nigeria                          |
| –67 kg | Hedaya Malak · Egipto                    | Marie Frédérique Ekpitini Costa de Marfil | Elizabeth Anyanacho Nigeria Urgence Mouega Gabón                       |
| –73 kg | Maisun Tolba · Egipto                    | Ameni Layuni Túnez                        | Everlyne Aluocheolod Kenia Uzoamaka Otuadinma Nigeria                  |
| +73 kg | Fatima-Ezahra Abufaras Marruecos         | Faith Ogallo Kenia                        | Menatalá Abdelaal · Egipto · Aminata Charlene Traore · Costa de Marfil |

## Medallero
| Núm. | País            | Oro | Plata | Bronce | Total |
| ---- | --------------- | --- | ----- | ------ | ----- |
| 1    | Marruecos       | 5   | 2     | 4      | 11    |
| 2    | Costa de Marfil | 3   | 2     | 5      | 10    |
| 3    | Egipto          | 2   | 8     | 1      | 11    |
| 4    | Túnez           | 2   | 2     | 2      | 6     |
| 5    | Níger           | 2   | 0     | 1      | 3     |
| 6    | Nigeria         | 1   | 0     | 5      | 6     |
| 7    | Etiopía         | 1   | 0     | 2      | 3     |
| 8    | Kenia           | 0   | 1     | 1      | 2     |
| 9    | Lesoto          | 0   | 1     | 0      | 1     |
| 10   | Senegal         | 0   | 0     | 4      | 4     |
| 11   | Gabón           | 0   | 0     | 2      | 2     |
| 12   | Botsuana        | 0   | 0     | 1      | 1     |
| 12   | Burkina Faso    | 0   | 0     | 1      | 1     |
| 12   | Chad            | 0   | 0     | 1      | 1     |
| 12   | Mali            | 0   | 0     | 1      | 1     |
| 12   | R. D. del Congo | 0   | 0     | 1      | 1     |
|      | TOTAL           | 16  | 16    | 32     | 64    |